# Erling Sande

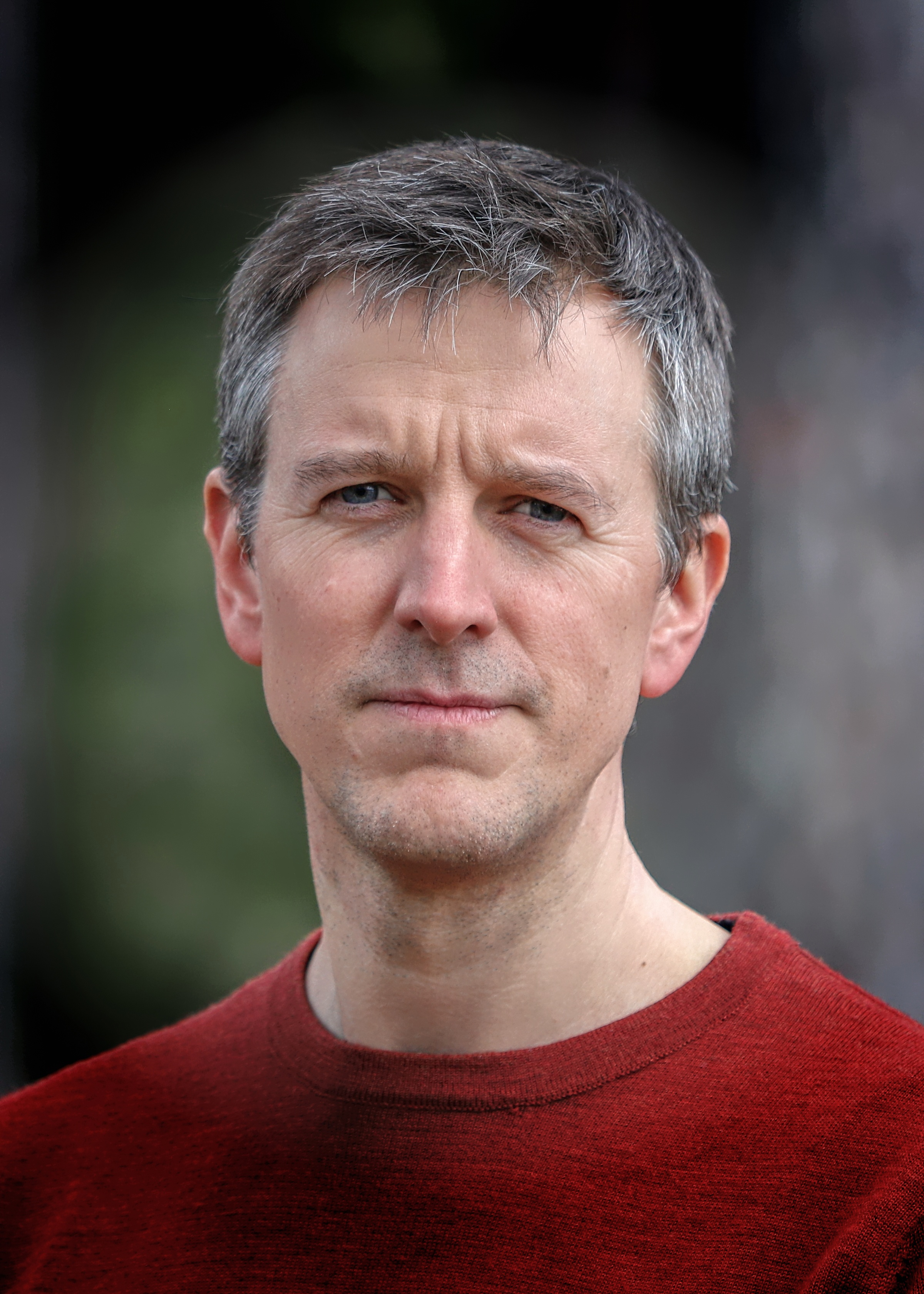
Erling Sande, 2021

Erling Sande (* 8. November 1978 in Bremanger) ist ein norwegischer Politiker der Senterpartiet (Sp). Von 2005 bis 2013 war er Abgeordneter im Storting, seit 2021 ist er es erneut. Von Oktober 2023 bis Februar 2025 war er Minister für Kommunalverwaltung und regionale Entwicklung.

## Leben
Nach seiner Zeit an der weiterführenden Schule besuchte Sande zwischen 1997 und 1998 die „Nordhordland folkehøgskole“. Zwischen 1999 und 2004 studierte er Geschichte, Sozialgeografie und vergleichende Politik an der Universität Bergen. Während dieser Zeit engagierte er sich auch in der Lokalpolitik. In den Jahren 1999 bis 2003 war er Mitglied im Kommunalparlament seiner Heimatgemeinde Bremanger. Zudem saß er zwischen 1999 und 2007 für zwei Legislaturperioden im Fylkesting der damaligen Provinz Sogn og Fjordane. Sande arbeitete von 2003 bis 2005 als politischer Berater der Senterpartiet-Fraktion im norwegischen Nationalparlament Storting.
Bei der Parlamentswahl 2005 konnte Sande nicht direkt in das Storting einziehen. Es wurde stattdessen sogenannter erster Vararepresentant, also erster Ersatzabgeordneter, für den Wahlkreis Sogn og Fjordane. Da seine aus dem gleichen Wahlkreis stammende Parteikollegin Liv Signe Navarsete als Mitglied der Regierung Jens Stoltenberg II ihre Parlamentsmitgliedschaft ruhen lassen musste, kam Sande für die gesamte Legislaturperiode zum Einsatz. Er wurde zunächst zweiter stellvertretender Vorsitzender des Familien- und Kulturausschusses. Im Oktober 2007 wechselte er in den Energie- und Umweltausschuss. Bei der Wahl 2009 wurde Sande erneut erster Vararepresentant und Nachrücker für die Ministerin Navarsete. Er fungierte in seiner zweiten Legislaturperiode als Vorsitzender des Energie- und Umweltausschusses. Zwischen Juni 2008 und Februar 2010 gehörte Sande zudem dem Fraktionsvorstand der Senterpartiet-Gruppierung an. Bei der Stortingswahl 2013 trat er nicht an. Sande begann anschließend beim Elektrizitätskonzern Sogn og Fjordane Energi zu arbeiten.
Vor der Parlamentswahl 2021 wurde er im November 2020 auf den ersten Listenplatz der Senterpartiet im Wahlkreis Sogn og Fjordane gewählt. Er zog bei der Wahl im Herbst 2021 nach zwei Legislaturperioden als Ersatzabgeordneter erstmals direkt in das Storting ein. Dort wurde er Vorsitzender des Transport- und Kommunikationsausschusses. Am 16. Oktober 2023 wurde er als Nachfolger seines Parteikollegen Sigbjørn Gjelsvik zum Minister für Kommunalverwaltung und regionale Entwicklung ernannt. Das Amt erhielt er im Rahmen einer größeren Regierungsumbildung. Sande schied nach dem Regierungsaustritt der Senterpartiet am 4. Februar 2025 aus dem Amt aus. Seine Nachfolgerin wurde Kjersti Stenseng. Nachdem er als Mitglied der Regierung sein Mandat im Storting ruhen lassen musste und von seinem Parteikollegen Aleksander Øren Heen vertreten worden war, kehrte er im Februar 2025 ins Storting zurück. Nach seiner Rückkehr ins Parlament wurde er Vorsitzender des Wirtschaftsausschusses.